# Hórapollón
Hórapollón (odvozeno ze jmen egyptského boha Hora a řeckého boha Apollóna, kteří byli spolu ztotožňováni; řecky Ὡραπόλλων, latinsky Horapollo, do češtiny přepisováno též v podobě Hórapollo) byl Egypťan žijící ve 4. století (někteří badatelé jej, resp. jemu připisované dílo, ovšem datují až do 5. století), který je autorem pozdního řecky psaného díla o egyptských hieroglyfech nazvaného Τα ´Ιερογλυφικά (latinsky Hieroglyphica); podle pravděpodobně správné tradice byl ovšem spis původně sepsán v egyptštině a do řečtiny přeložen blíže neznámým Filippem. Po konci starověku byla Heiroglyfika v Evropě neznámá až do roku 1419, kdy je na řeckém ostrově Andros nalezl Cristoforo Buondelmonti; od té doby až do Champollionova rozluštění hieroglyfů bylo toto pojednání prakticky jediným pramenem, pod jehož vlivem novověcí badatelé utvářeli své názory na charakter egyptského písemného systému.
Totožnost autora není blíže známa. Je znám Hórapollón z doby Theodosia II., který byl činný v Alexandrii a v Konstantinopoli. Vedle toho je v pozdější byzantské encyklopedii Suda z 10. století zmiňován Hórapollón pokládaný (nejpravděpodobněji ovšem v rámci literárního klišé) za kněze pohanského egyptského náboženství v době císaře Zenona (tedy v 5. století), který se po zániku chrámu svých bohů požárem stal křesťanem.

## Hieroglyfika
Hórapollón ve svém díle uvádí zcela správně čtení řady znaků, jejich vysvětlení jsou ovšem důsledně symbolická, mnohdy přímo alegorická a fantastická. Například znak zajíce správně čte jako „otevřít“, ale jako důvod uvádí to, že „toto zvíře má vždy otevřené oči“ (tedy že nemá oční víčka), důvodem pro správné čtení znaku supa jako „matka“ je, že „u tohoto zvířecího druhu neexistuje samec“ (pohlaví jsou skutečně u supa velice těžko rozlišitelná). Přestože jsou tato přírodovědná pozorování přesná, jejich spekulativní přenesení do sémantiky hieroglyfů setřelo rozdíl mezi znakem jako nástrojem písemného systému a symbolem a dalo vzniknout „neporozumění – z nějž se vymanil teprve Champollion – že je třeba všechny hieroglyfy ‚číst‘ čistě symbolicky, čímž se dočasně zcela ztratilo porozumění egyptskému písmu.“
Věcně poněkud zavádějící Hieroglyfika se tak stala jednou z opor hermetického pohledu na staroegyptskou kulturu, v jehož rámci přisoudila hieroglyfům tajemný analogický význam; „nezbytně se tak v nich ztělesnilo ono tajemství, které se Egyptu připisovalo“ v hermetické tradici.